# Maslach Burnout Inventory
Das Maslach Burnout Inventory (MBI) wurde 1981 von Christina Maslach und Susan E. Jackson entwickelt und ist ein Messinstrument zur Erfassung des Burnout-Syndroms. Es wird in ca. 90 % aller veröffentlichten wissenschaftlichen Studien zum Burnout-Syndrom eingesetzt.
Im MBI ist das Burnout-Syndrom mit 22 Fragen in drei Dimensionen operationalisiert: Emotionale Erschöpfung, Depersonalisation und reduzierte persönliche Leistungsfähigkeit.
Seit 1996 wird das MBI in mehreren spezifischen Versionen eingesetzt, um die Erscheinung des Burnout-Syndroms in unterschiedlichen Berufs- und Tätigkeitsfeldern genauer erfassen zu können.